# Villa del Vascello
La villa del Vascello, nota anche come villa Giraud dal nome di uno degli storici proprietari, è una villa storica della città di Roma, oggi divisa in due proprietà private. Il palazzo principale fu pesantemente danneggiato a seguito dei combattimenti avvenuti durante l'assedio di Roma del 1849.

## Storia

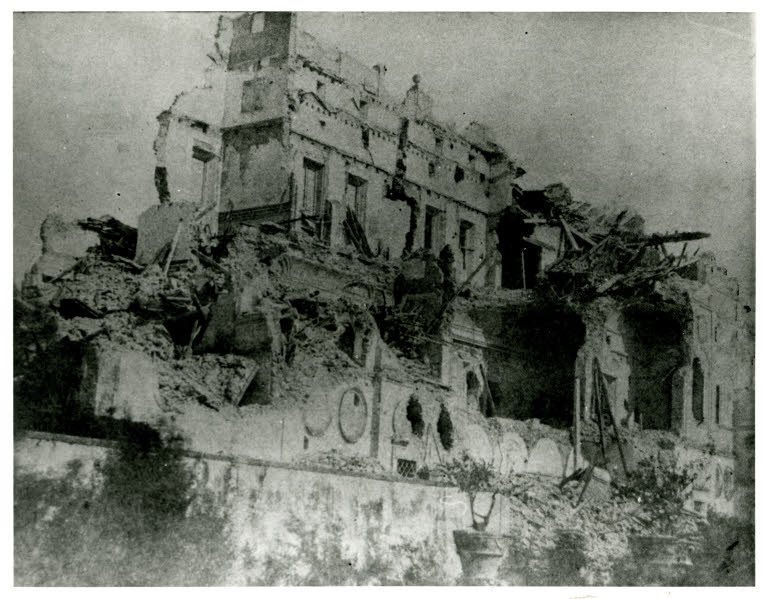
Fotoreportage di Stefano Lecchi del 1849 dei resti della villa del Vascello dopo la difesa dei garibaldini della Repubblica Romana contro le truppe Francesi

Il nome col quale è nota la villa deriva dalle forme particolari che assumeva il palazzo principale, e che lo facevano somigliare ad un vascello in navigazione.
Il progetto, in piena età barocca vide la luce nel 1663 ad opera dei fratelli Basilio e Plautilla Bricci su commissione dell'abate Elpidio Benedetti, agente di Luigi XIV e consigliere del cardinale Mazzarino.
Alla morte del proprietario passò a Filippo Giulio Mancini, duca di Nevers, e in seguito al conte Giraud nel 1749.
Nel 1849 la villa fu protagonista durante la difesa della Repubblica Romana dall'attacco francese del giugno 1849 quando fu, per alcuni giorni, l'ultimo baluardo dei difensori prima delle mura di Roma. Durante i combattimenti subì danni così pesanti che il casino nobile dovette essere in parte demolito.
Venne acquistata in seguito dalla famiglia Pamphilj e unita alle contigue Villa Doria Pamphilj e Villa Corsini; venduta al conte De Angelis, fu da questi ceduta (1877) al generale Giacomo Medici, che aveva comandato la difesa della villa nel 1849 e per questo era stato nominato Marchese del Vascello. 
Il generale si preoccupò di ristrutturare perlomeno gli edifici minori, dandole praticamente l'aspetto attuale.
Alla fine degli anni settanta del Novecento la proprietà apparteneva alla società "Gianicolo 73" e la villa era usata come scuola.
Acquistata dalla società "Urbs", la villa divenne sede, dall'aprile del 1983, del Grande Oriente d'Italia, che ancora oggi la utilizza come propria sede.

## Descrizione

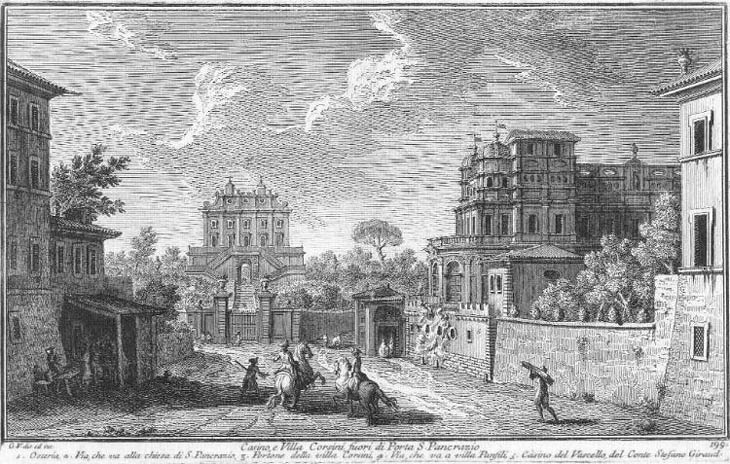
Casino e Villa Corsini fuori di Porta S. Pancrazio, incisione di Giuseppe Vasi (1761). L'edificio visibile sulla destra è il Casino del Vascello del Conte Stefano Giraud.

La villa del Vascello è sita in via di San Pancrazio dove si affacciano il muro di cinta e i resti della facciata. È possibile comunque farsi un'idea ancora adesso della particolarità architettonica della costruzione. Nei resti sono ancora visibili le false rocce e grotte dal gusto naturalistico e preromantico.
Il palazzo, abbattuto in seguito ai danni riportati era, in origine, una costruzione di dimensioni importanti, con tre piani più un mezzanino ed un attico.
Le decorazioni interne erano, secondo le testimonianze, molto ricche, seguendo i canoni del barocco. Al piano nobile si trovavano tre gallerie ornate da specchi e trofei pavimentate in maiolica bianca e nera.
La volta della galleria principale era ornata da vari affreschi: “l'Aurora” di Pietro da Cortona, “il Mezzodì” dell'Allegrini e “la Notte” di Giovanni Francesco Grimaldi.